# 幕張本郷
幕張本郷（まくはりほんごう）は、千葉県千葉市花見川区の地名。現行行政地名は幕張本郷一丁目から幕張本郷七丁目。郵便番号は262-0033。
電話番号は043-211～213・271～276・296～299・350・351が使われている。
五丁目に、相葉雅紀（嵐）の実家（中華料理店）があることで知られている。

## 地理

### 地価
住宅地の地価は、2017年（平成29年）1月1日の公示地価によれば、幕張本郷3-6-3の地点で23万6000円/m2となっている。

## 世帯数と人口
2017年（平成29年）9月30日現在の世帯数と人口は以下の通りである。
| 丁目           | 世帯数     | 人口     |
| -------------- | ---------- | -------- |
| 幕張本郷一丁目 | 1,500世帯  | 2,938人  |
| 幕張本郷二丁目 | 2,266世帯  | 4,225人  |
| 幕張本郷三丁目 | 1,754世帯  | 3,844人  |
| 幕張本郷四丁目 | 508世帯    | 1,096人  |
| 幕張本郷五丁目 | 1,217世帯  | 2,412人  |
| 幕張本郷六丁目 | 1,049世帯  | 2,026人  |
| 幕張本郷七丁目 | 1,949世帯  | 4,473人  |
| 計             | 10,243世帯 | 21,014人 |

## 小・中学校の学区
市立小・中学校に通う場合、学区は以下の通りとなる。
| 丁目           | 番地 | 小学校               | 中学校                 |
| -------------- | ---- | -------------------- | ---------------------- |
| 幕張本郷一丁目 | 全域 | 千葉市立西の谷小学校 | 千葉市立幕張本郷中学校 |
| 幕張本郷二丁目 | 全域 | 千葉市立西の谷小学校 | 千葉市立幕張本郷中学校 |
| 幕張本郷三丁目 | 全域 | 千葉市立西の谷小学校 | 千葉市立幕張本郷中学校 |
| 幕張本郷四丁目 | 全域 | 千葉市立上の台小学校 | 千葉市立幕張本郷中学校 |
| 幕張本郷五丁目 | 全域 | 千葉市立上の台小学校 | 千葉市立幕張本郷中学校 |
| 幕張本郷六丁目 | 全域 | 千葉市立上の台小学校 | 千葉市立幕張本郷中学校 |
| 幕張本郷七丁目 | 全域 | 千葉市立上の台小学校 | 千葉市立幕張本郷中学校 |

## 施設

### 交通
- 幕張本郷駅(京成幕張本郷)

### 教育
- 千葉市立上の台小学校
- 千葉市立西の谷小学校
- 千葉市立幕張本郷中学校

### スーパー・コンビニ
- ワイズマート
- 業務スーパー
- リブレ京成
- アコレ
- セブン-イレブン
- ローソン
- ファミリーマート（旧サンクス店舗含む）
- デイリーヤマザキ
- ミニストップ
- ローソンストア100

### ガソリンスタンド
- 千葉日石 メテオ幕張本郷（ENEOS）
- キグナス石油販売 セルフ幕張（キグナス）

### ホテル
- メイプルイン幕張（幕張本郷1-12-1）
- ホテルケンブリッヂ（幕張本郷1-32-15）
- ファミーINN幕張（幕張本郷1-33-3）
- ホテル アバンザ（幕張本郷1-33-10）
- ホテル ファミー（幕張本郷1-33-22）
- ホテル UFO（幕張本郷1-34-21）
- ホテル パル・リバティ（幕張本郷1-34-28）
- トレンディクラブ（幕張本郷1-36-8）
- 幕張ベイ ホテルアイル（幕張本郷1-36-17）